# Tomicodon rupestris
Tomicodon rupestris är en fiskart som först beskrevs av Poey, 1860.  Tomicodon rupestris ingår i släktet Tomicodon och familjen dubbelsugarfiskar. Inga underarter finns listade i Catalogue of Life.